# Munhango
Munhango é uma vila e comuna angolana que se localiza na província do Bié, pertencente ao município do Cuemba.

## História
Durante a Guerra de Independência de Angola foi quartel de tropas de cavalaria do exército português, nomeadamente os famosos Esquadrões de Cavalaria pertencentes ao Grupo de Cavalaria nº 1 - "Os Dragões" (G.CAV.1), de Silva Porto (actual Cuíto). A última unidade do exército português que aí esteve estacionada foi o 2º Esquadrão de Tropas a Cavalo.
Foi a sul desta localidade, na bacia do rio Lungué-Bungo, que a União Nacional para a Independência Total de Angola (UNITA) manteve, durante o período colonial — com a complacência das autoridades portuguesas —, a sua principal base militar. O grupo guerrilheiro escolheu o local como base e rota de fuga por ser a terra natal de seu líder, Jonas Malheiro Savimbi.
A localidade havia sido tomada pelo Movimento Popular de Libertação de Angola (MPLA) na década de 1970, quando, em maio de 1983, num ataque rápido feito por três colunas da UNITA, foi tomada em menos de 45 minutos; toda a guarnição de 436 soldados do MPLA foi morta, capturada ou partiu em fuga.

## Infraestrutura
Mantém uma das importantes estações do Caminho de Ferro de Benguela.